# Manuel Gomez Arribas
Manuel Gomez Arribas (Bilbao, 1920. február 15. – 1969. július 24.) spanyol nemzetközi labdarúgó-játékvezető.

## Pályafutása

### Nemzeti játékvezetés
1952-ben lett az I. Liga játékvezetője. Az aktív nemzeti játékvezetéstől 1968-ban vonult vissza. Első ligás mérkőzéseinek száma: 149.

### Nemzetközi játékvezetés
A Spanyol labdarúgó-szövetség Játékvezető Bizottsága (JB) terjesztette fel nemzetközi játékvezetőnek, a Nemzetközi Labdarúgó-szövetség (FIFA) 1962-től tartotta nyilván bírói keretében. A FIFA JB központi nyelvei közül a spanyolt beszéli. Több nemzetek közötti válogatott- és klubmérkőzést vezetett, vagy működő társának partbíróként segített. A spanyol nemzetközi játékvezetők rangsorában, a világbajnokság-Európa-bajnokság sorrendjében többedmagával a 27. helyet foglalja el 1 találkozó szolgálatával. Az aktív nemzetközi játékvezetéstől 1968-ban vonult vissza.

#### Európa-bajnokság
Az európai-labdarúgó torna döntőjéhez vezető úton Olaszországba a III., az 1968-as labdarúgó-Európa-bajnokságra az UEFA JB játékvezetőként foglalkoztatta.

##### 1968-as labdarúgó-Európa-bajnokság

###### Selejtező mérkőzés
| Időpont          | Helyszín                       | Mérkőzés típusa           | Mérkőzés            | Eredmény | Nézők száma |
| ---------------- | ------------------------------ | ------------------------- | ------------------- | -------- | ----------- |
| 1967. június 25. | Augusztus 23 Stadion, Bukarest | előselejtező (6. csoport) | Románia–Olaszország | 0 : 1    | 65 000      |